# Черевин, Павел Дмитриевич
Павел Дмитриевич Черевин (27 января (8 февраля) 1802 — 27 мая (8 июня) 1824) — русский историк; подпоручик, член тайных декабристских обществ.

## Биография
Родился 27 января (8 февраля) 1802 года в семье Дмитрия Петровича Черевина (1768—1818). Отец был комендантом Херсона (1800), флигель-адъютантом Павла I; в 1800 году вышел в отставку и поселился в усадьбе своего отца П. И. Черевина в селе Нероново Солигаличского уезда Костромской губернии, где прожил до 1812 года; был начальником Костромского ополчения 1812 года. Мать — Варвара Ивановна (урожд. Раевская; 1778-1817). Кроме Павла в семье родились: Александр (20.12.1802—1849), был женат на Анне Францевне Ожаровской; Наталья или Прасковья (?—31.08.1849), была замужем за князем Петром Дмитриевичем Горчаковым.
Учился в Московском университете, затем служил в лейб-гвардии Семёновском полку, а потом в свите Его Величества по квартирмейстерской части. Болезнь (чахотка) вынудила его выйти в отставку.
Был членом «Союза благоденствия» и «Северного общества».
Умер в 22-летнем возрасте 27 мая (8 июня) 1824 года. Был похоронен в Донском монастыре.
За свою короткую жизнь успел написать ряд статей, которые были напечатаны в «Вестнике Европы»: «О суде присяжных», «О владельцах, кортомщиках и половниках», «О деньгах», «О состоянии римлян при Антонинах»; перевёл «Историю упадка и разрушения Римской империи» Э. Гиббона.